# La la la la/Se tu ritornerai
La la la la/Se tu ritornerai è un singolo di Alberto Lionello pubblicato nel 1960 dalla RCA Camden.

## Storia
Il brano La la la la è stata la sigla di Canzonissima, mentre il secondo brano musicale, Se tu ritornerai, rappresenta il debutto di Alberto Lionello come autore. 
Nella realizzazione di questo singolo la musica è stata eseguita dall'orchestra di Franco Pisano.

## Tracce
Lato A
1. La la la la (testo: Antonio Amurri – musica: Umberto Chiocchio)

Lato A
1. Se tu ritornerai (testo: Gianni Musy, Alberto Lionello – musica: Edoardo Vianello)